# Battaglia di Kapetrou
La battaglia di Kapetrou o di Kapetron (nota nella storiografia turca come battaglia di Pasinler, Pasinler Muharebesi) fu combattuta nel settembre del 1048 tra gruppi di razziatori turchi selgiuchidi e un esercito di bizantini e georgiani. Lo scontro avvenuto nella pianura di Kapetron (presso l'odierna Hasankale/Pasinler, 40 km a est di Erzurum e nel nord-est della Turchia), vinto a carissimo prezzo dai latini, concluse la spedizione anatolica di İbrahim Yinal, fratello uterino del sultano selgiuchide Toghrul Beg (o Tughril Bey).
Un insieme di fattori rese le forze regolari bizantine in notevole svantaggio numerico contro i turchi: le armate locali, organizzate in thema, erano state sciolte, mentre molte delle truppe addestrate erano state dirottate verso i Balcani per affrontare la rivolta di Leone Tornicio. Di conseguenza, i comandanti romei, Aron e Catacalo Cecaumeno, non erano d'accordo sulla maniera migliore di respingere l'invasione. Cecaumeno si dimostrava a favore di un attacco immediato e preventivo, mentre Aron prediligeva una strategia più cauta fino all'arrivo dei rinforzi. L'imperatore Costantino IX preferì quest'ultima opzione e ordinò alle sue forze di adottare una posizione passiva, mentre chiedeva assistenza al sovrano georgiano Liparit IV. Ciò permise ai turchi di causare devastazione a proprio piacimento, portando in particolare al saccheggio e alla distruzione del grande centro commerciale armeno di Artze.
Dopo l'arrivo dei georgiani, la coalizione cristiana ingaggiò battaglia a Kapetron, l'odierna Hasankale. Nel corso di una feroce battaglia notturna, gli alleati cristiani riuscirono a respingere i turchi, con Aron e Cecaumeno, al comando dei due fianchi, che inseguirono gli attaccanti fino al mattino successivo. Per quanto riguardava il troncone centrale, invece, Inal riuscì a fare prigioniero Liparit, fatto di cui i due comandanti romei furono informati solo dopo aver ringraziato Dio per la loro vittoria. Inal fu capace di tornare indisturbato nella capitale selgiuchide a Rayy, portando con sé un enorme bottino. Le due parti si scambiarono degli ambasciatori, evento che portò alla liberazione di Liparit e all'inizio delle relazioni diplomatiche tra la corte bizantina e quella selgiuchide. L'imperatore Costantino IX prese provvedimenti per rafforzare la sua frontiera orientale, ma a causa delle lotte interne le invasioni turche non ripresero fino al 1054. I selgiuchidi riscossero un successo crescente, aiutati dalla continua preoccupazione delle truppe bizantine per quanto stava accadendo nei Balcani, assediati dai peceneghi, oltre che dalle controversie tra i vari gruppi etnici delle province romee orientali e il declino dell'esercito di Costantinopoli.

## Contesto storico

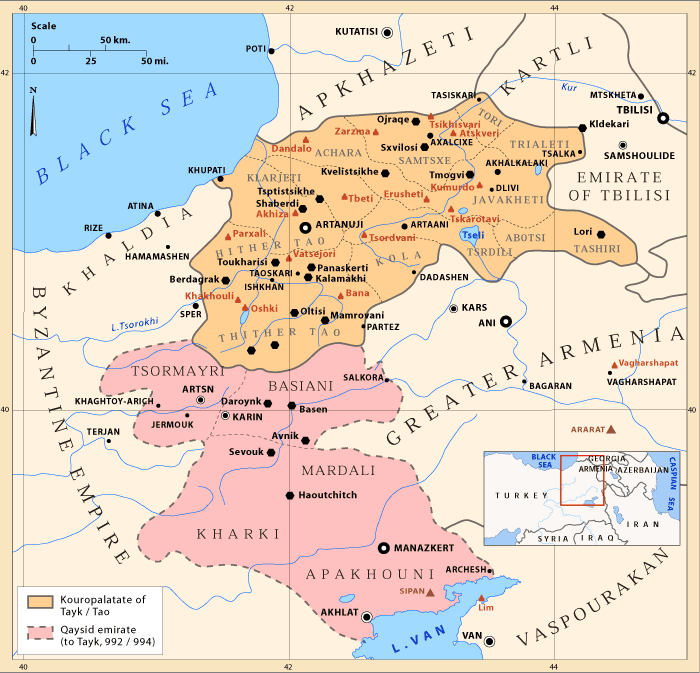
I domini dei Bagratidi al tempo del basileus Basilio II Bulgaroctono (1000)

Dopo la conquista dei territori nell'attuale Iran da parte dell'impero selgiuchide, un gran numero di turchi Oghuz arrivò al confine bizantino dell'Armenia alla fine del 1040. Desiderosi di depredare ricchezze e di farsi strada nel percorso finalizzato alla jihād, essi iniziarono a razziare le province bizantine situate in Armenia. Allo stesso tempo, le difese orientale dell'impero bizantino apparivano deboli a causa di scelte strategiche compiute dall'imperatore Costantino IX Monomaco (al poter dal 1042 al 1055), il quale aveva autorizzato i soldati delle circoscrizioni provinciali, dette thema, dell'Iberia e Mesopotamia a rinunciare ai loro obblighi militari qualora avessero pagato le tasse dovute all'erario.
L'espansione selgiuchide verso ovest si rivelò un evento avvenuto in maniera confusa, poiché fu accompagnata da una migrazione di massa di varie tribù turche. Alcune di esse erano solo nominalmente suddite dei sovrani e le loro relazioni si reggevano sulla base di complesse dinamiche: mentre i turchi miravano a stabilire uno Stato con un'amministrazione centrale, diversi gruppi etnici preferivano preservare uno stile di vita prevalentemente agricolo o dedito alle razzie, compiendo delle incursioni in maniera indipendente dalla corte selgiuchide. Quest'ultima sovente tollerava un simile fenomeno, in quanto esso contribuiva a ridurre la possibilità che scoppiassero delle tensioni interne.
Una prima incursione su larga scala contro la provincia bizantina orientale di Vaspurakan potrebbe essere stata intrapresa intorno al 1045 da Kutalmış, cugino del sovrano selgiuchide Toghrul Beg. Egli sconfisse e riuscì a far prigioniero il comandante bizantino locale, Stefano Leicude. Un'altra invasione su larga scala, stavolta guidata dal nipote di Tughril, Hasan il Sordo, fu lanciata subito dopo da Tabriz alla volta della Georgia. Mentre ritornava attraverso il Vaspurakan, l'esercito di Hasan subì un'imboscata e venne sbaragliato a est del lago di Van dai comandanti bizantini locali, nello specifico il catapano di Vaspurakan Aron, ovvero l'ultimo figlio del sovrano Ivan Vladislav di Bulgaria, e il catapano di Ani e Iberia, Catacalo Cecaumeno. Sul periodo in cui avvenne la prima razzia gli storici non sono concordi, essendovi qualcuno che indica il 1045/1046 e altri il 1048.
Seguì una campagna su scala ancora maggiore condotta da İbrahim Yinal, il fratellastro di Toghrul Beg. Le fonti bizantine considerano questa come una rappresaglia per la sconfitta di Hasan, ma come lo storico Anthony Kaldellis sottolinea, c'erano anche altri fattori in gioco: Ibn al-Athir riferisce che Ibrahim aveva ricevuto in quel momento un gran numero di recenti gruppi di Oghuz dalla Transoxiana e che, incapace di provvedere al loro afflusso, li spedì a fare irruzione nelle province bizantine dell'Armenia, promettendo che presto li avrebbe seguiti con le sue stesse truppe.
Gli eventi di questa campagna sono ben attestati attraverso le versioni fornite degli storici armeni Aristace di Lastiver e Matteo di Edessa, oltre che del funzionario bizantino Giovanni Scilitze. L'invasione di Ibrahim è solitamente datata da fonti moderne al 1048, anche se alcuni indicano il 1049.

## Invasione selgiuchide e reazione bizantina

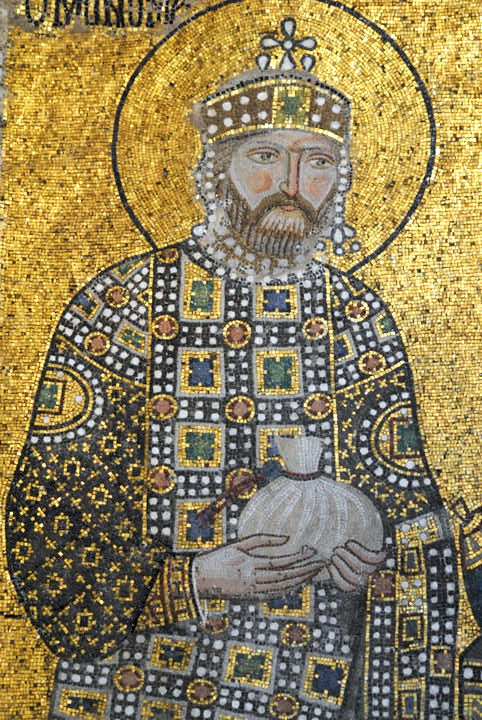
L'imperatore Costantino IX in un mosaico a Santa Sofia, Istanbul

Scilitze riferisce, fornendo una palese sovrastima, che gli invasori contavano 100 000 uomini, ovvero cinque volte la forza di Hasan. Aggiunge inoltre che, insieme ai turchi, anche l'esercito selgiuchide contava molti «Dilimnites» (Daylamiti) e «Kabeiroi» (probabilmente Khorasani iraniani). Più nel dettaglio, Scilitze afferma che Ibrahim aveva due luogotenenti, uno «Chorosantes» (forse una corruzione di Khurasani), che probabilmente comandava il contingente dei Khurasani, e «Aspan Salarios», chiaramente un'ellenizzazione del grado militare persiano ispahsalar.
Come la precedente incursione, la forza selgiuchide molto probabilmente partì da Tabriz e, seguendo il corso del fiume Araxes, varcò le porte di Vasurakan. Ibn al-Athir riferisce che distaccamenti minori di aggressori giunsero fino a Trebisonda, in Chaldia, e al fiume Akampsis a nord, così come nei distretti di Taron e Chorzianene nel sud, ma si trattò probabilmente di predoni Oghuz inviati da Ibrahim piuttosto che membri della parte principale del suo esercito. L'esercito principale di Ibrahim fece irruzione nel distretto di Basean e nei dintorni di tra Teodosiopoli, Artze e il distretto di Mananalis.
Tra le file dei bizantini, Scilitze sottolinea la divergenza di vedute su come contrastare l'invasione selgiuchide: Cecaumeno, che era probabilmente una delle principali fonti dello storico e viene generalmente elogiato da Scilitze, proponeva di affrontarli il prima possibile, mentre esso erano ancora provati dalla loro marcia e i bizantini erano particolarmente motivati dopo la loro recente vittoria. Aron, invece, si dichiarava a favore di una strategia difensiva contro un esercito così imponente, raccomandando di ritirarsi dietro le proprie fortificazioni e di conservare le forze fin quando l'imperatore Costantino IX non avrebbe inviato delle chiare istruzioni.
È chiaro che i romei apparivano in considerevole inferiorità numerica, forse per effetto non solo della riduzione delle truppe provinciali orientali sotto Costantino IX, ma anche per lo spostamento di gran parte delle truppe tagmatiche (la fanteria stabilmente in servizio) per affrontare una rivolta degli eserciti occidentali sotto Leone Tornicio nel 1047. Alla luce di siffatte premesse, si decise di procedere nel modo consigliato da Aron; furono inviati messaggi a Costantinopoli per informare l'imperatore, mentre nel frattempo le truppe bizantine si accamparono nella piana di Outrou, a Basean, e sollecitarono la popolazione civile a rifugiarsi nelle fortezze locali. Come previsto, l'imperatore Costantino IX inviò rapidamente l'ordine di evitare gli scontri fino all'arrivo dei rinforzi, vale a dire i georgiani di Liparit IV, duca di Kldekari, a cui l'imperatore scrisse chiedendo il suo aiuto.

### Sacco di Artze

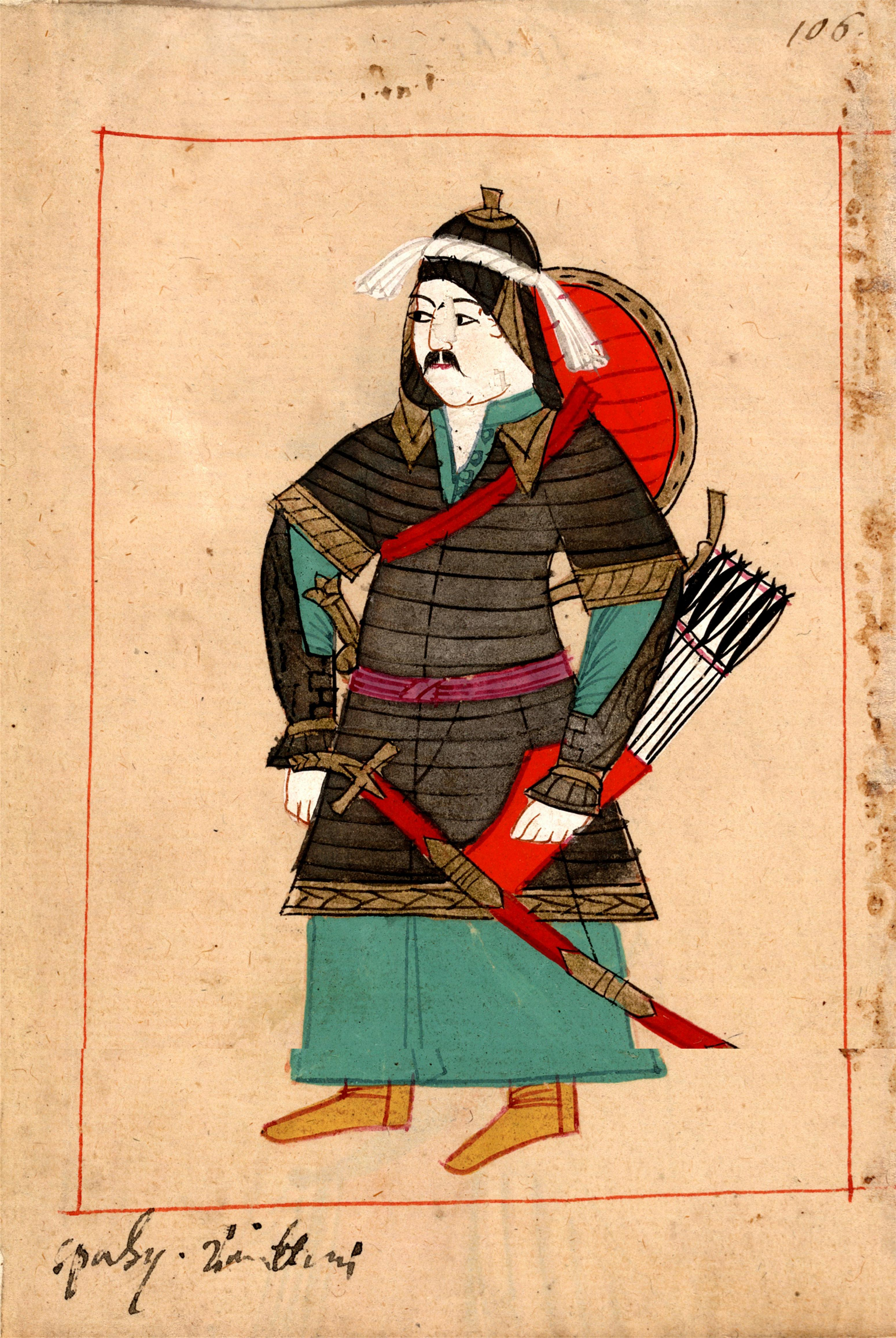
Cavaliere turco con corazza leggera, arco composito e kilij (scimitarra)

L'inattività dell'esercito bizantino ebbe tragiche conseguenze, poiché i selgiuchidi poterono muoversi liberamente e attaccare la fortezza di Artze, una ricca città mercato che attirava mercanti dalla Siria e dall'Armenia. Gli abitanti resistettero con successo per un po', poiché gli assedianti non risultarono capaci di superare le barricate frettolosamente erette dai difensori; le richieste di Cecaumeno di fornire assistenza alla città furono respinte, secondo Scilitze, dai suoi compagni generali in armonia con la volontà dell'imperatore. Alla fine, i selgiuchidi lanciarono del materiale infiammabile e delle fiamme infuocate scagliate con archi nella città, gettando il panico dei difensori, costretti a dover spegnere i roghi. In virtù di siffatta situazione, gli abitanti videro i loro avversari fare irruzione e provarono tutti a fuggire. L'insediamento fu espugnato e saccheggiato, con il grosso dei suoi abitanti massacrati; Scilitze scrive che «circa 150 000 anime sarebbero morte» colpite dalle spade o avvolte dal fuoco, sebbene questo numero sia considerato poco verosimile è troppo alto da alcuni studiosi moderni.

## La battaglia

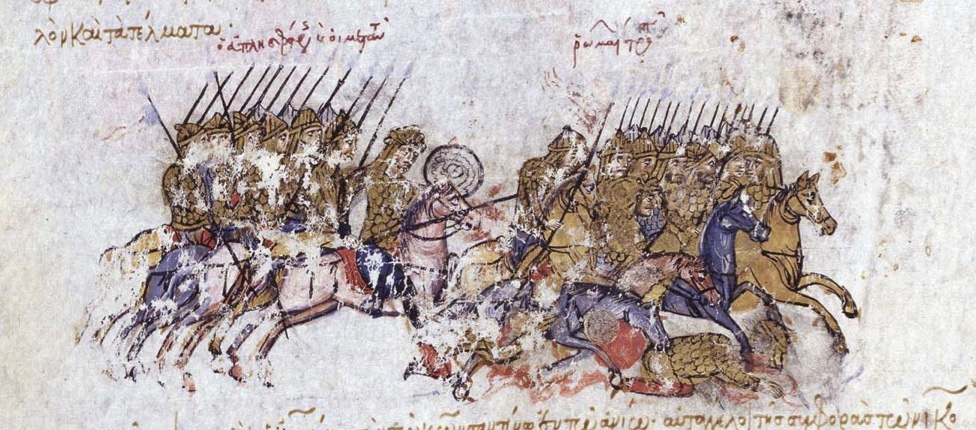
Battaglia tra Bizantini e musulmani in Armenia a metà dell'XI secolo (miniatura dallo Scilitze di Madrid)

Una volta arrivato Liparit IV con la sua armata, l'esercito combinato bizantino-georgiano si trasferì da Ourtrou nella pianura antistante la fortezza di Kapetron (l'odierna Hasankale, 40 km a est di Erzurum). Ibn al-Athir afferma che le truppe bizantino-georgiane contavano 50 000 uomini, mentre Aristace di Lastiver eleva il numero a 60 000 Proprio come con l'esercito turco, entrambe le cifre non sono ritenute verosimili.
Anche in questo caso, secondo Scilitze, il consiglio di Cecaumeno di attaccare i distaccamenti turchi isolati al loro arrivo non andò ascoltato, perché era un sabato (18 settembre) e Liparit lo considerava un giorno sfortunato, ragion per cui si rifiutò di combattere. Ciò diede tempo ai turchi di sollevare il loro intero esercito e formare delle linee di battaglia prima di avanzare sull'esercito bizantino-georgiano, che si trovò costretto a «prepararsi a dare battaglia, volente o nolente». Cecaumeno comandava l'ala destra, mentre la rispettiva controparte turca vedeva al comando proprio Ibrahim. Liparit impartiva ordini al troncone centrale, con Aspan Salarios come suo rivale, mentre la sinistra bizantina veniva guidata da Aron, a cui si frapponeva Chorosantes.
La battaglia iniziò a tarda sera e durò per tutta la notte. Aron e Cecaumeno, alla testa dei rispettivi fianchi, sbaragliarono entrambe le file degli aggressori e li inseguirono «fino al canto del gallo», uccidendo nel frattempo il comandante turco Chorosantes. Al centro, invece, Ibrahim riuscì a fare prigioniero Liparit, che fu sbalzato da cavallo quando venne ferito. Entrambi i due comandanti bizantini non lo sapevano, essendo convinti che il principe georgiano stesse anch'egli inseguendo il nemico in fuga; non furono informati dei veri eventi fino a quando non interruppero le proprie ricerche per rendere grazie a Dio per la vittoria. Matteo di Edessa, le cui opere non risparmiano quasi mai critiche ai romei, afferma che Liparit fu tradito dai condottieri bizantini, mentre Aristace sostiene che la rivalità al comando portò Aron ad abbandonare la sua posizione a metà della battaglia, ragion per cui si spiegava così la cattura di Liparit. Il resoconto di Scilitze, tuttavia, risultando assai più dettagliato, è considerato il più affidabile dagli studiosi moderni.
Mentre Ibrahim riuscì a fuggire con i suoi uomini e prigionieri nella fortezza di Kastrokome (Okomi), a circa 40 km a est di Teodosiopoli, i comandanti bizantini tennero un consiglio di guerra e decisero di dividere le loro forze e tornare alle rispettive basi: Aron, con il suo seguito, tornò a Vaspurakan, Cecaumeno con le sue forze ad Ani.
Il risultato complessivo della battaglia ebbe esiti misti: benché i bizantini prevalsero sul campo, la cattura di Liparit e la riuscita fuga di Ibrahim portarono molte fonti medievali a considerarla una sconfitta o comunque una vittoria di Pirro.

## Conseguenze

Mappa politica della regione del Caucaso (1060 circa)

Secondo Scilitze, Ibrahim tornò a Rayy in soli cinque giorni, presentandosi al cospetto di suo fratello. Ibn al-Athir riferisce, con ovvi intenti propagandistici, che Ibrahim aveva riportato 100 000 prigionieri e un vasto bottino, tra cui un gran numero di cavalli, greggi e merci, oltre a 8 000 cotte di maglia, caricate sul dorso di diecimila cammelli.
La devastazione lasciata dall'incursione selgiuchide fu così spaventosa che il magnate bizantino Eustatio Boila descrisse, nel 1051-1052, quelle terre come «devastate e compromesse [...] abitate da serpenti, scorpioni e bestie feroci». Le fonti musulmane, d'altra parte, seguono le convenzioni delle narrazioni della jihad e sottolineano il successo della campagna nel raggiungere le profondità del territorio nemico, presumibilmente situato a soli 15 giorni di marcia da Costantinopoli, e la quantità di bottino unita ai prigionieri rapiti. Questi successi furono ampiamente strombazzati per scopi politici: assumere il mantello della jihad contro l'annoso avversario dell'Islam legittimò i nuovi arrivati selgiuchidi e rafforzò le loro pretese di rappresentare l'autorità principale del mondo musulmano, in particolare nel loro ruolo scelto di custodi dell'ortodossia sunnita contro lo sciita califfato fatimide.
L'imperatore Costantino IX si dolse della cattura di Liparit e cercò di assicurarne la liberazione, offrendo un ricco riscatto. Il sovrano selgiuchide liberò Liparit e riscosse il pagamento, dopo aver estorto al nobile georgiano la promessa che non avrebbe più combattuto contro i turchi. Tughril, forse influenzato dalle affermazioni di suo fratello secondo cui la campagna si era rivelata una marcia trionfale, inviò anche uno sharīf a Costantinopoli per chiedere un tributo a Costantino IX, ma il delegato fu rimandato indietro a mani vuote. L'imperatore, tuttavia, accettò di permettere a Tughril di patrocinare il restauro della moschea della capitale bizantina, oltre a far commemorare nella preghiera del venerdì i nomi del califfo abbaside Al-Qa'im e dello stesso Tughril al posto di quelli del califfo fatimide.
In attesa di un'imminente ripresa delle incursioni selgiuchide, l'imperatore inviò degli agenti per fortificare il suo confine orientale, malgrado Tughril sarebbe stato occupato per un certo periodo di tempo con la rivolta di Ibrahim, istigata, secondo Scilitze, dalla gelosia del sovrano selgiuchide per le conquiste di suo fratello. Tale momento forse coincise con il momento storico in cui i romei scagliarono un'offensiva, guidati dal rhaiktor (un comandante d'alto rango) Niceforo contro uno storico avversario, Abu al-Aswar, l'emiro shaddadide di Dvin.
Tuttavia, le difese bizantine a est risultarono nuovamente indebolite quando le truppe furono trasferite nei Balcani per affrontare le invasioni dei peceneghi, iniziate nel medesimo frangente. Le incursioni selgiuchidi ripresero su larga scala nel 1054, sotto la guida dello stesso Tughril: le città di Paipert e Perkri furono saccheggiate, con Manzicerta che patì un assedio. In un climax di vittorie, le incursioni turche continuarono, poiché la malagestione delle truppe romee ad opera del governo centrale, sempre più propenso a ingaggiare mercenari inaffidabili, e varie scelte politiche discutibili esacerbarono le rivalità e le controversie tra greci bizantini, armeni e siriaci nelle province orientali dell'impero. Quando gli equilibri di potere cambiarono, i selgiuchidi iniziarono a conquistare i principali centri urbani in Armenia, in particolare Ani. Ciò preparò il terreno per la disastrosa (per i romei) battaglia di Manzikert del 1071, con la schiacciante vittoria del sultano Alp Arslan sul basileus Romano IV Diogene che aprì la strada all'invasione turca e con la successiva guerra civile bizantina che facilitò la loro conquista dell'Anatolia nel decennio successivo.

### Esplicative
1. ↑  Scilitze colloca la battaglia il sabato 18 settembre nel «secondo anno d'indizione», ossia il 1048, e Ibn al-Athir nel 440 CI, iniziata nel giugno 1048. Tuttavia, il 18 settembre del 1048 cadeva di domenica, e sia Scilitze che Matteo di Edessa riferiscono che la battaglia ebbe luogo di sabato. Di conseguenza, lo storico tedesco del XIX secolo August Friedrich Gfrörer, seguito da altri studiosi da allora, suggerì di ipotizzare che si trattasse del 18 settembre 1049, malgrado tale ricostruzione non sia generalmente accettata. Secondo lo storico tedesco Wolfgang Felix, la «soluzione più convincente» per questa discrepanza fu proposta dallo studioso francese Paul Orgels nel 1938, secondo cui la lotta iniziò di sabato sera (17 settembre 1048) e si protrasse fino alla mattina successiva: Felix (1981), pp. 165, nota 99, 168. Vladimir Minorskij si aggrappa anch'egli come anno di riferimento al 1048, sottolineando il contesto delle operazioni bizantine contro gli Shaddadidi conseguenti alla battaglia, il quale dimostra, sulla base di una serie di altri riferimenti e associazioni di eventi, che accadde prima del 1049: Minorskij (1977), p. 61.
2. ↑  Liparit era il più potente nobile georgiano, in quanto governava gran parte del regno sotto la sovranità nominale del sovrano Bagrat IV. Alleato di Costantinopoli, gli era stato conferito il titolo di magistros, e forse anche di curopalate: Leveniotis (2007), p. 148, nota 437.
3. ↑  Matteo di Edessa e lo storico del XIII secolo Sempad il Connestabile riferiscono che prese parte alla battaglia anche il nobile armeno Gregorio Magistros in veste di comandante bizantino, ma tale informazione non è riferita da altre fonti: Leveniotis (2007), pp. 150-151.
4. ↑  Le fonti forniscono resoconti leggermente diversi, ma non necessariamente si tratta di versioni non sovrapponibili. Scilitze riporta che Costantino IX inviò una delegazione a Tughril Beg, guidata dal segretario di Aron, Giorgio Drosos. Ibn al-Athir riferisce che l'imperatore incaricò l'emiro marwanide di Diyar Bakr, Nasr al-Dawla, di mediare per suo conto, mentre Matteo di Edessa afferma che Liparit fu liberato dopo aver ucciso un campione nero africano in combattimento singolo, impressionando Tughril con il suo valore. Le Cronache georgiane, dal canto loro, suggeriscono che il rilascio del nobile conterraneo fosse stata una mossa calcolata per creare dissenso in Georgia, dove dopo la sua cattura l'autorità del re Bagrat IV appariva cresciuta considerevolmente. Infatti, dopo il suo rilascio, Liparit chiese la restituzione del rango e degli incarichi che ricopriva al suo superiore: Blaum (2004), pp. 8-9.
5. ↑  Alcuni autori hanno suggerito una data successiva, ovvero il 1050 circa (A.F. Gfrörer e M.H. Yinanç) o addirittura il 1055-1056 (E. Honigmann): Minorskij (1977), pp. 55, 60-61.

### Bibliografiche
1. ↑  Beihammer (2017), pp. 74-77.
2. 1 2 3 4 5  Vryonis (1971), p. 86.
3. ↑  Kaldellis (2017), pp. 196-197.
4. 1 2  Kaldellis (2017), p. 197.
5. 1 2  Leveniotis (2007), p. 147.
6. 1 2 3 4 5 6  Beihammer (2017), p. 77.
7. 1 2 3  Cahen (1968), p. 68.
8. ↑  Leveniotis (2007), pp. 147-148.
9. ↑  Kaldellis (2017), pp. 197-198.
10. 1 2  Ter-Ghewondyan (1976), p. 123.
11. 1 2 3  Beihammer (2017), p. 79.
12. ↑  Leveniotis (2007), p. 150, nota 447.
13. 1 2 3 4 5  Beihammer (2017), p. 78.
14. ↑  Leveniotis (2007), p. 148.
15. ↑  ODB, "Katakalon Kekaumenos" (C. M. Brand, A. Kazhdan), p. 1113.
16. ↑  Wortley (2010), pp. 422-423.
17. ↑  Wortley (2010), p. 423.
18. 1 2  Wortley (2010), pp. 423-424.
19. 1 2  ODB, "Artze" (A. Kazhdan), p. 202.
20. ↑  Beihammer (2017), pp. 78-79.
21. ↑  Felix (1981), p. 166 (nota 101).
22. 1 2 3  Leveniotis (2007), p. 150.
23. ↑  Wortley (2010), pp. 424-425.
24. 1 2 3 4  Wortley (2010), p. 425.
25. 1 2 3  Leveniotis (2007), p. 151.
26. ↑  Leveniotis (2007), pp. 151-152.
27. 1 2 3  Wortley (2010), p. 426.
28. ↑  Beihammer (2017), p. 80.
29. ↑  Leveniotis (2007), p. 149.
30. ↑  Blaum (2004), p. 1.
31. ↑  Beihammer (2017), pp. 79-80.
32. 1 2  Minorskij (1977), p. 63.
33. ↑  Blaum (2004), pp. 8-9.
34. 1 2  Blaum (2004), p. 10.
35. ↑  Kaldellis (2017), p. 198.
36. ↑  Blaum (2004), pp. 15-16.
37. ↑  Leveniotis (2007), p. 152.
38. ↑  Minorskij (1977), pp. 48-49, 54-56, 59-64.
39. ↑  Leveniotis (2007), pp. 153-154.
40. ↑  Vryonis (1971), p. 87.
41. ↑  Vryonis (1971), p. 86.
42. ↑  Vryonis (1971), pp. 86-96.
43. ↑  Leveniotis (2007), pp. 114-116, 155-168.
44. ↑  Vryonis (1971), pp. 96-103.

### Fonti primarie
- (EN) al-Kāmil fī l-tārīkh, Beirut, C.J. Tornberg, 1982.
- (EN) Armenia and the Crusades: Tenth to Twelfth Centuries: the Chronicle of Matthew of Edessa, Ara Edmond Dostourian, National Association for Armenian Studies and Research, 1993, ISBN 978-08-19-18953-0.

### Fonti secondarie
- (EN) Alexander Daniel Beihammer, Byzantium and the Emergence of Muslim-Turkish Anatolia, ca. 1040-1130, New York, Routledge, 2017, ISBN 978-1-351-98386-0.
- (EN) Paul A. Blaum, Diplomacy Gone to Seed: A History of Byzantine Foreign Relations, A.D. 1047-57, vol. 18, n. 1, International Journal of Kurdish Studies,  pp. 1-56, ISSN 1370-7205 (WC · ACNP).
- (EN) Claude Cahen, Pre-Ottoman Turkey: A General Survey of the Material and Spiritual Culture and History, traduzione di J. Jones-Williams, New York, Taplinger, 1968, OCLC 909838664.
- F. Conca, U. Criscuolo e R. Maisano, Bisanzio, storia e civiltà, Milano, 1994.
- (DE) Wolfgang Felix, Byzanz und die islamische Welt im früheren 11. Jahrhundert: Geschichte der politischen Beziehungen von 1001 bis 1055 [Bisanzio e il Mondo Islamico all'inizio dell'XI secolo: Storia delle Relazioni Politiche dal 1001 al 1055], Vienna, Verlag der Österreichischen Akademie der Wissenschaften, 1981, ISBN 978-3-7001-0379-0.
- (EN) Anthony Kaldellis, Streams of Gold, Rivers of Blood: The Rise and Fall of Byzantium, 955 A.D. to the First Crusade, New York, Oxford University Press, 2017, ISBN 978-0-1902-5322-6.
- (EN) Aleksandr Každan, The Oxford Dictionary of Byzantium, Oxford e New York, Oxford University Press, 1991, ISBN 0-19-504652-8.
- (EL) Georgios Athanasios Leveniotis, Η πολιτική κατάρρευση του Βυζαντίου στην Ανατολή: το ανατολικό σύνορο και η κεντρική Μικρά Ασία κατά το β' ήμισυ του 11ου αι [Il collasso politico di Bisanzio nell'Est: il confine orientale e l'Asia minore centrale durante la seconda metà dell'XI secolo], Aristotle University of Thessaloniki, 2007, DOI:10.12681/eadd/19246. URL consultato il 12 aprile 2022.
- (EN) Vladimir Minorskij, Studies in Caucasian History, Cambridge, Cambridge University Press, 1977, ISBN 0-521-05735-3.
- (EN) Aram Ter-Ghewondyan, The Arab Emirates in Bagratid Armenia, traduzione di Nina G. Garsoïan, Lisbona, Livraria Bertrand, 1976, OCLC 490638192.
- (EN) Speros Vryonis, The Decline of Medieval Hellenism in Asia Minor and the Process of Islamization from the Eleventh through the Fifteenth Century, Berkeley, Los Angeles e Londra, University of California Press, 1971, ISBN 0-520-01597-5.
- (EN) John Wortley, John Skylitzes: A Synopsis of Byzantine History, 811–1057, Cambridge, Cambridge University Press, 2010, ISBN 978-0-521-76705-7.